# Rychvald (hrad)
Rychvald je zřícenina hradu asi 1,5 kilometru od Lysic v okrese Blansko. Zřícenina je chráněna jako kulturní památka.

## Historie
Hrad nechali v polovině 14. století vystavět příslušníci pánů z Kunštátu, pravděpodobně Kuna III. z Kunštátu a Lysic. Po jeho smrti hrad zdědili jeho čtyři synové, kteří se po hradu psali. Ješek Puška z Kunštátu, který se po Rychvaldu uváděl již roku 1371, zakrátko nato vyženil hrad Otaslavice, kam se odstěhoval.[zdroj?] Roku 1375 hrad, z dosud neznámých příčin (pravděpodobně kvůli sporu pánů z Kunštátu s markrabětem Janem Jindřichem) dobyly a zbouraly oddíly brněnských měšťanů. Ten byl však zakrátko nato obnoven a od roku 1398 byl součástí lysického panství.[zdroj?] V dobách markraběcích válek byl Ješkem Puškou a jeho následníky, zejména Heraltem Puškou, využíván k loupeživým výpadům do okolí. Další osudy hradu nejsou blíže známy. Jeho zánik lze dle archeologických nálezů předpokládat v první polovině 15. století. V roce 1421 se podle něj píše Aleš z Rychvaldu a Lysic. Poslední zmínka pochází z roku 1437, kdy jej Hynek z Ronova a Mitrova zastavil své manželce. Hrad poškozený za husitských válek patrně zanikl v souvislosti s vymřením lysické větve pánů z Kunštátu v polovině 15. století.
Na hradě byl ve 20. století proveden archeologický výzkum Františkem Zřídkaveselým. Z hradu mají pocházet dvoje železné plátované dveře dnes osazené ve sklepení zámku v Lysicích.

## Popis hradu
Hrad byl dvojdílné dispozice. Předhradí má tvar trojúhelníka s rozměry 30 × 25 metrů) a byla na něm zřejmě jen dřevěná zástavba. Ze dvou stran bylo chráněno příkopem a valem. Na straně přístupové šíje se dochoval pouze příkop široký 10–18 metrů. Další příkop o šířce 17 metrů a hloubce až 6,5 metru je částečně vylámán ve skále a odděloval předhradí od zděného hradního jádra o rozměrech (55 × 30 metrů).
Sníženou zadní část hradního jádra spojovalo s vyvýšenou palácovou částí částečně dochované schodiště vytesané do skály. Hrad byl na severní a západní straně vybaven parkánem. Na severozápadě zřejmě stála vstupní stavba, do které ústila přístupová cesta procházející parkánem. Na jižní straně jádra se nacházel zřejmě čtyřprostorový palác a nelze vyloučit, že do jádra se vstupovalo právě jím. Věž hrad zřejmě neměl a šlo tedy o hrad s modifikovanou plášťovou dispozicí či palácovou dispozicí. Obvodové zdi hradu jsou až 2,7 metru silné. Ze staveb v jádře se dochovala část zdiva paláce, parkánu a zadní části hradu.

## Fotogalerie

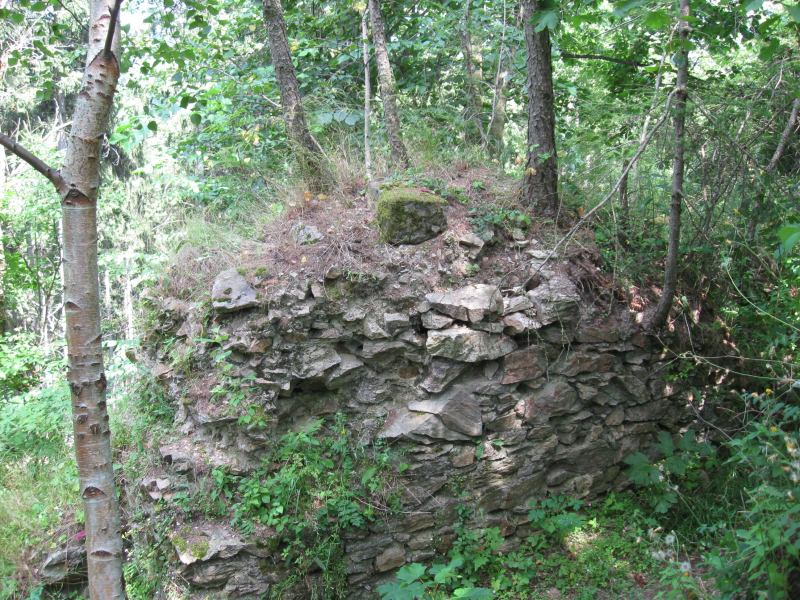
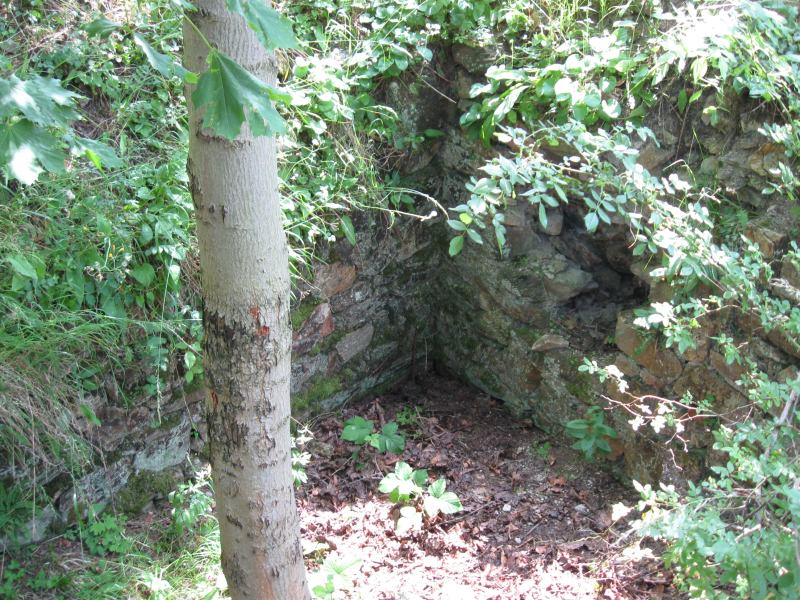
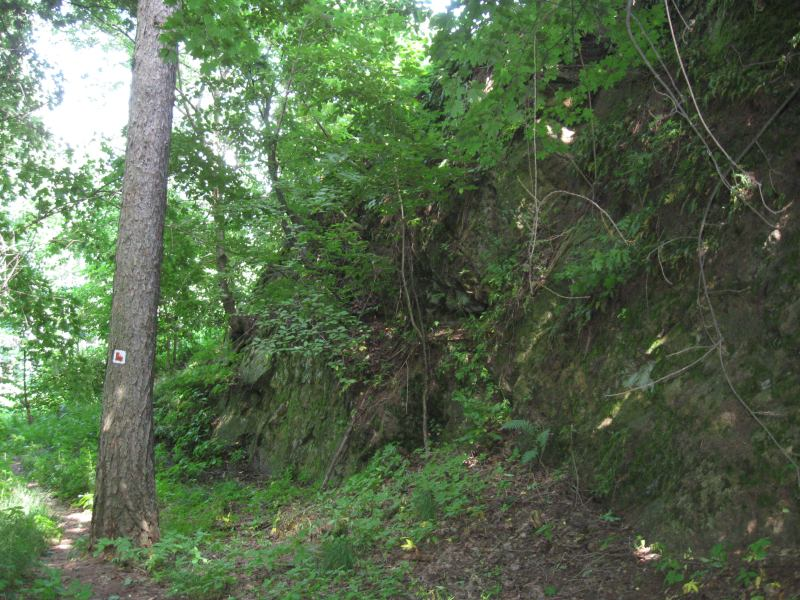